# Otto-kredsproces
En Otto-kredsproces er en termodynamisk kredsproces opkaldt efter konstruktøren Nikolaus August Otto (1832-1891). Kredsprocessen anvendes i Ottomotoren.
Otto-kredsprocessen udgøres af 4 termodynamiske processer:
- 1 – 2 : adiabatisk proces – kompression, brug af mekanisk arbejde – gasblandingen er typisk en luft/benzin-blanding.
- 2 – 3 : isochor proces – varmetilførsel, brug af kemisk energi (hurtig forbrænding).
- 3 – 4 : adiabatisk proces – ekspansion, udvikling af mekanisk arbejde – forbrændingsprodukterne udvider sig og trykker dermed stempel nedad.
- 4 – 1 : isochor proces – varmefraførsel – (4) varme forbrændingsprodukter slippes ud i atmosfæren. (1) kølig luft suges ind fra jordens atmosfære.

Hvis kredsprocessen laves med intern forbrændning (hyppigst) er det en åben kredsproces, da kølig luft suges ind fra jordens atmosfære og varme forbrændningsprodukter slippes ud her igen.
| Fysik | Spire Denne artikel om fysik er en spire som bør udbygges. Du er velkommen til at hjælpe Wikipedia ved at udvide den. |